# Bacchante endormie
Bacchante endormie est un tableau de Jean-Baptiste-Marie Pierre,  réalisé en 1763 et de dimensions  71 × 105 cm.
Le tableau est actuellement conservé au musée des Beaux-Arts de Rennes.

## Le sujet
Ce tableau noir et blanc aux reflets argenté voir dorés, représente une bacchante dénudée, endormie sur un peau de panthère. L'œuvre est remarquable par sa simplicité et son équilibre des contrastes.

## Histoire du tableau
Le tableau a été présenté au Salon de 1763. Le tableau choqua une partie de la critique par sa simplicité affirmée qui s’opposait au goût dominant de l'époque pour une peinture frivole et légère.
Il a été acquis par le musée des Beaux-Arts de Rennes en 2015 pour la somme de 110 000 € dont la moitié par souscription publique.